# Biatlon op de Olympische Winterspelen 2010 - estafette vrouwen
De estafette vrouwen tijdens de Olympische Winterspelen 2010 vond plaats op dinsdag 23 februari 2010. De wedstrijd ging over 4×6 kilometer.
Rusland verdedigde met succes de olympische titel.

## Uitslag
| #      | Rugnr. | Land                                                                                 | Tijd                                      | Straf (L+S)                             | Verschil |
| ------ | ------ | ------------------------------------------------------------------------------------ | ----------------------------------------- | --------------------------------------- | -------- |
| Goud   | 1      | Rusland Svetlana Sleptsova Anna Bogali-Titovets Olga Medvedtseva Olga Zaitseva       | 1:09.36,3 17.24,4 17.17,3 17.27,7 17.26,9 | 0+2 0+3 0+0 0+0 0+1 0+1 0+0 0+0 0+1 0+2 | 0,0      |
| Zilver | 4      | Frankrijk Marie-Laure Brunet Sylvie Becaert Marie Dorin Sandrine Bailly              | 1:10.09,1 17.22,6 17.17,6 18.34,2 16.54,7 | 2+4 0+4 0+0 0+2 0+0 0+1 2+3 0+1 0+1 0+0 | +32,8    |
| Brons  | 2      | Duitsland Kati Wilhelm Simone Hauswald Martina Beck Andrea Henkel                    | 1:10.13,4 17.26,0 17.16,2 18.12,0 17.19,2 | 0+2 0+3 0+1 0+0 0+0 0+0 0+1 0+1 0+0 0+2 | +37,1    |
| 4      | 5      | Noorwegen Liv-Kjersti Eikeland Ann Kristin Flatland Solveig Rogstad Tora Berger      | 1:10.34,1 18.20,4 16.52,6 18.21,2 16.59,9 | 0+1 0+2 0+0 0+2 0+0 0+0 0+1 0+0         | +57,8    |
| 5      | 3      | Zweden Elisabeth Högberg Anna Carin Olofsson-Zidek Anna Maria Nilsson Helena Jonsson | 1:10.47,2 17.46,7 17.25,9 18.16,8 17.17,8 | 0+2 0+1 0+0 0+1 0+0 0+0 0+2 0+0 0+0 0+0 | +1.10,9  |
| 6      | 7      | Oekraïne Olena Pidhrushna Valj Semerenko Oksana Khvostenko Vita Semerenko            | 1:11.08,2 17.36,9 17.56,3 17.44,7 17.50,3 | 0+2 0+6 0+0 0+1 0+1 0+3 0+1 0+0 0+0 0+2 | +1.31,9  |
| 7      | 8      | Wit-Rusland Liudmila Kalinchik Darya Domracheva Olga Kudrashova Nadezhda Skardino    | 1:11.34,0 17.40,0 17.28,7 18.27,4 17.57,9 | 0+1 0+2 0+1 0+1 0+0 0+1 0+0 0+0         | +1.57,7  |
| 8      | 12     | Slovenië Dijana Ravnikar Andreja Mali Tadeja Brankovič-Likozar Teja Gregorin         | 1:12.02,4 17.50,4 18.18,2 18.07,8 17.46,0 | 0+4 0+2 0+0 0+1 0+1 0+1 0+2 0+0 0+1 0+0 | +2.26,1  |
| 9      | 6      | China Wang Chunli Liu Xianying Kong Yingchao Song Chaoqing                           | 1:12.16,9 17.44,7 17.47,7 19.10,4 17.34,1 | 0+2 0+6 0+1 0+2 0+1 0+1 0+0 0+3 0+0 0+0 | +2.40,6  |
| 10     | 10     | Roemenië Dana Plotogea Éva Tófalvi Mihaela Purdea Reka Ferencz                       | 1:12.32,9 18.10,6 17.47,8 18.23,2 18.11,3 | 0+1 0+6 0+0 0+1 0+0 0+2 0+1 0+3 0+0 0+0 | +2.56,6  |
| 11     | 17     | Italië Michela Ponza Katja Haller Karin Oberhofer Roberta Fiandino                   | 1:12.54,2 18.20,5 17.58,2 18.19,3 18.16,2 | 0+4 0+4 0+1 0+1 0+0 0+0 0+0 0+2 0+3 0+1 | +3.17,9  |
| 12     | 11     | Polen Krystyna Palka Magdalena Gwizdoń Weronika Novakowska Agnieszka Cyl             | 1:12.54,3 18.21,2 19.10,2 17.55,7 17.27,2 | 0+5 1+7 0+2 0+2 0+3 1+3 0+0 0+1         | +3.18,0  |
| 13     | 15     | Slowakije Martina Halinárová Anastasiya Kuzmina Natália Prekopová Jana Gereková      | 1:13.15,8 18.27,1 17.09,3 19.41,7 17.57,7 | 0+2 1+9 0+1 0+2 0+0 0+1 0+0 1+3 0+1 0+3 | +3.39,5  |
| 14     | 9      | Kazachstan Elena Khrustaleva Anna Lebedeva Lyubov Filimonova Marina Lebedeva         | 1:13.42,9 17.42,1 18.00,8 18.52,6 19.07,4 | 0+4 0+5 0+0 0+1 0+1 0+1 0+1 0+2 0+2 0+1 | +4.06,6  |
| 15     | 18     | Canada Megan Imrie Zina Kocher Rosanna Crawford Megan Tandy                          | 1:14.25,5 18.18,9 18.04,9 19.50,9 18.10,8 | 1+7 0+5 0+1 0+3 0+2 0+1 1+3 0+0 0+1 0+1 | +4.49,2  |
| 16     | 14     | Tsjechië Veronika Vítková Magda Rezlerova Gabriela Soukalová Zdenka Vejnarova        | 1:14.37,5 17.51,1 18.25,9 18.23,7 19.56,8 | 2+4 1+6 0+1 0+1 0+0 1+3 0+0 0+1 2+3 0+1 | +5.01,2  |
| 17     | 19     | Verenigde Staten Sara Studebaker Lanny Barnes Haley Johnson Laura Spector            | 1:15.47,5 17.53,2 18.52,5 19.01,5 20.00,3 | 1+8 0+4 0+1 0+0 0+1 0+1 0+3 0+0 1+3 0+3 | +6.11,2  |
| 18     | 16     | Estland Kadri Lehtla Eveli Saue Sirli Hanni Kristel Viigipuu                         | 1:17.55,5 18.49,8 18.15,4 20.06,6 20.43,7 | 2+9 0+7 0+2 0+2 0+1 0+1 1+3 0+1 1+3 0+3 | +8.19,2  |
| 19     | 13     | Letland Žanna Juškāne Madara Līduma Liga Glazere Gerda Krumina                       | 1:18.56,2 21.06,7 18.09,7 20.51,6 18.48,2 | 2+5 2+7 2+3 0+2 0+1 0+1 0+0 2+3 0+1 0+1 | +9.19,9  |